# Велибор Глигорић
Велибор Глигорић (Рипањ, 28. јул 1899 — Београд, 3. октобар 1977) био је српски књижевни и позоришни критичар, универзитетски професор и уредник. Глигорић је био професор Универзитета у Београду, уредник многих листова, а од 4. новембра 1965. до 16. децембра 1971. обављао је дужност председника САНУ.

## Биографија
Рођен је од оца Димитрија Глигорића Сокољанина (1869—1913), учитеља пореклом из Доње Љубовиђе, и мајке Стане, рођене Ђурђевић, учитељице из Новог Сада. Студије права је почео у Француској, а завршио их 1924. у Београду. Радио је као службеник у Министарству трговине и индустрије Краљевине Југославије, 1926—1941, а након Другог светског рата као директор Драме Народног позоришта у Београду, 1945—1948. и као управник Југословенског драмског позоришта у Београду, 1948—1958.
Био је професор Филозофског факултета у Београду и имао је титулу dr hc Београдског универзитета.
Покренуо је више часописа и био њихов уредник: „Нова светлост“ 1920, „Раскрсница“ 1923. и „Савременик“ 1955, а уређивао је и „Савремени преглед“ 1926/27. и „Уметност и критика“ 1939.
Дописни члан САНУ, на Одељењу литературе и језика, постао је 14. јуна 1955, а редовни 30. јануара 1958. Функцију секретара САНУ обављао је од 15. априла 1960. до 21. децембра 1961, потпредседника од 21. децембра 1961. до 4. новембра 1965, а председник је био од 4. новембра 1965. до 16. децембра 1971.
Године 1969. био је председник Савета југословенских академија наука и уметности.
Велибор Глигорић је био и уредник „Гласника САНУ“, члан комисија за додељивање јулских, октобарских и НИН-ових награда.
Био је ожењен Савком (1919), професорком Економског факултета, рођеном у Ваљеву од оца Љубомира Петровића и мајке Милене.
Сахрањен је у Алеји заслужних грађана на Новом гробљу.

## Признања
Добитник је следећих признања:
- Змајева награда, за књигу Српски реалисти, 1956;
- Седмојулска награда, 1960;
- Награда АВНОЈ-а, 1968;
- Вукова награда, 1969;
- Орден заслуга за народ са златном звездом, 1964;
- Орден Републике са златним венцем, 1969;
- Орден братства и јединства 1. Реда и
- Орден рада 1. реда.

## Одабрана дела
- Критике, Београд, Просвета, 1945.
- Српски реалисти, Београд, Просвета, 1960.
- У Вихору, фрагменти, огледи, студије, Београд, Нолит, 1962.
- Огледи и студије, Београд, Просвета, 1963.
- Бранислав Нушић, Београд, Просвета, 1964.
- Портрети, Београд, Просвета, 1965.
- Хроника једног доба / В. Григорић / Београд : Српска књижевна задруга, 1965.
- Јаков Игњатовић, предавање одржано на Коларчевом народном универзитету, Београд, изд. Коларчев народни универзитет, 1949.
- Критички радови Велибора Глигорића, приредила Хатиџа Крњевић, Нови Сад, Матица српска, 1983.